# Stanisław Mikołaj Mycielski
Stanisław (Mikołaj) Mycielski herbu Dołęga (zm. przed 15 czerwca 1688 roku) – sędzia ziemski sieradzki w latach 1677–1688, podsędek sieradzki w latach 1665–1677, miecznik sieradzki przed 1665 rokiem, starosta kolski w 1668 roku.
Poseł sejmiku szadkowskiego na sejm konwokacyjny 1668 roku, był członkiem konfederacji generalnej zawiązanej 5 listopada 1668 roku na tym sejmie. Poseł sejmiku szadkowskiego 22 stycznia i 29 lipca 1670 roku na sejmy. Jako poseł na sejm konwokacyjny 1674 roku z województwa sieradzkiego był członkiem konfederacji generalnej zawiązanej 15 stycznia 1674 roku na tym sejmie. Poseł sejmiku sieradzkiego na sejm koronacyjny 1676 roku, sejm 1677 roku, sejm 1678/1679 roku, sejm 1681 roku, sejm 1683 roku, sejm 1685 roku.
W 1674 roku był elektorem Jana III Sobieskiego z województwa sieradzkiego.